# Schwanenweiher (Landau)
Der Schwanenweiher ist ein See innerhalb der Stadt Landau in der Pfalz.

## Lage
Der See befindet sich innerhalb des Ostparks in der Landauer Kernstadt.

## Geschichte
Der Schwanenweiher entstand Ende des 19. Jahrhunderts als Teil des Ostparks, der infolge der 1871 aufgegebenen Festung Landau als Nachnutzung angelegt wurde. Der einstige Kessel 80 wurde dabei zum See aufgefüllt.
Im Laufe der Jahre befand sich der Schwanenweiher in einem ökologisch schlechten Zustand, sodass er 2017 mit einem mineralhaltigen Pulver zur Reduktion von Schlamm versehen wurde. Im Februar 2021 wurde er schließlich trocken gelegt und im Oktober des Folgejahres wieder mit Wasser gefüllt. Sein Areal wurde ebenfalls umgestaltet und im August 2023 eröffnet. Im August 2024 wurde er außerdem mithilfe schwimmender Belüfter mit Sauerstoff aufgefüllt, um der Bildung von Algen vorzubeugen.